# Campionat del món d'escacs de 1934
El Campionat del món d'escacs de 1934 es va disputar mitjançant un matx entre l'aspirant Iefim Bogoliúbov, de l'Alemanya nazi i el campió defensor Aleksandr Alekhin, rus nacionalitzat francès. El matx es va jugar en diferents ciutats de l'Alemanya nazi. La primera partida va començar l'1 d'abril de 1934, i la darrera va començar el 14 de juny del mateix any. Alekhin va guanyar el matx 15½ - 10½, mantenint la seva condició de campió del món.

## Matx
El matx es disputà al millor de 30 partides, amb les victòries comptant 1 punt, els empats ½ punt, i les derrotes 0, i acabaria quan un jugador arribés a 15½ punts i guanyés 6 partides. Els dos objectius s'havien de complir per proclamar-se campió. Si el matx acabés en un empat 15-15, el campió defensor (Alekhin) retindria el títol.

### Quadre de resultats
| Jugador           | 1 | 2 | 3 | 4 | 5 | 6 | 7 | 8 | 9 | 10 | 11 | 12 | 13 | 14 | 15 | 16 | 17 | 18 | 19 | 20 | 21 | 22 | 23 | 24 | 25 | 26 | Total (Vic) |
| ----------------- | - | - | - | - | - | - | - | - | - | -- | -- | -- | -- | -- | -- | -- | -- | -- | -- | -- | -- | -- | -- | -- | -- | -- | ----------- |
| Aleksandr Alekhin | ½ | 1 | ½ | 1 | ½ | ½ | ½ | ½ | 1 | 0  | 1  | ½  | ½  | ½  | ½  | 1  | 1  | ½  | ½  | ½  | 1  | ½  | 0  | 0  | 1  | ½  | 15½ (8)     |
| Iefim Bogoliúbov  | ½ | 0 | ½ | 0 | ½ | ½ | ½ | ½ | 0 | 1  | 0  | ½  | ½  | ½  | ½  | 0  | 0  | ½  | ½  | ½  | 0  | ½  | 1  | 1  | 0  | ½  | 10½ (3)     |